# Thaïs (roman)
Thaïs är en roman från 1890 av den franske författaren Anatole France. Den handlar om helgonet Thais, en eventuellt legendarisk kvinna som levde i 300-talets Alexandria och försörjde sig som kurtisan innan hon omvändes till kristendomen. Romanen blev en stor framgång för France.
Den gavs ut på svenska 1891 och har nyöversatts 1922 och 1956.

## Bearbetningar
Boken är förlaga till Jules Massenets opera Thaïs från 1894. År 1917 kom en amerikansk filmatisering med samma namn producerad av Goldwyn Pictures, med Mary Garden och Hamilton Revelle i huvudrollerna. En polsk filmatisering i regi av Ryszard Ber hade premiär 1984.